# 1. deild islandzka w piłce nożnej (2000)
1. deild 2000 – 46. edycja 2 poziomu rozgrywek piłki nożnej na Islandii. 
Brało w niej udział 10 drużyn, które w okresie od 19 maja do 15 września 2000 rozegrały 18 kolejki meczów. Promocję uzyskały FH i Valur.

## Drużyny
| Uczestnicy poprzedniej edycji                                                                                 | Uczestnicy poprzedniej edycji | Uczestnicy poprzedniej edycji | Uczestnicy poprzedniej edycji |
| --- | ----------------------------- | ----------------------------- | ----------------------------- |
| FH | FH                            | 3                             |                               |
| ÍRE | ÍR                            | 4                             |                               |
| DAL | Dalvík                        | 5                             |                               |
| KA | KA Akureyri                   | 6                             |                               |
| SKA | Skallagrímur                  | 7                             |                               |
| ÞRR | Þróttur Reykjavík             | 8                             |                               |
| Spadek z Úrvalsdeild                                                                                          |                               |                               |                               |
| VAL | Valur                         | 9                             |                               |
| VÍR | Víkingur Reykjavík            | 10                            |                               |
| Awans z 2. deild karla                                                                                        |                               |                               |                               |
| TIN | Tindastóll                    | 1                             |                               |
| SIN | Sindri                        | 2                             |                               |
| Oznaczenia: - kolumna pierwsza – skróty nazw drużyn, - kolumna trzecia – miejsce zajęte w poprzednim sezonie. |                               |                               |                               |

## Tabela
| Lp. | Drużyna            | M  | Z  | R | P  | B+ | B- | +/– | Pkt | Awans lub spadek         |
| --- | ------------------ | -- | -- | - | -- | -- | -- | --- | --- | ------------------------ |
| 1   | FH (M, A)          | 18 | 13 | 4 | 1  | 47 | 13 | +34 | 43  | awans do Úrvalsdeild     |
| 2   | Valur (A)          | 18 | 10 | 4 | 4  | 43 | 20 | +23 | 34  | awans do Úrvalsdeild     |
| 3   | KA                 | 18 | 10 | 4 | 4  | 38 | 23 | +15 | 34  |                          |
| 4   | Víkingur Reykjavík | 18 | 9  | 3 | 6  | 40 | 32 | +8  | 30  |                          |
| 5   | ÍR Reykjavík       | 18 | 7  | 3 | 8  | 31 | 35 | −4  | 24  |                          |
| 6   | Tindastóll         | 18 | 6  | 2 | 10 | 29 | 33 | −4  | 20  |                          |
| 7   | Þróttur Reykjavík  | 18 | 5  | 5 | 8  | 24 | 31 | −7  | 20  |                          |
| 8   | Dalvík             | 18 | 6  | 2 | 10 | 32 | 42 | −10 | 20  |                          |
| 9   | Sindri (S)         | 18 | 3  | 9 | 6  | 14 | 20 | −6  | 18  | spadek do 2. deild karla |
| 10  | Skallagrímur (S)   | 18 | 3  | 0 | 15 | 18 | 67 | −49 | 9   | spadek do 2. deild karla |

## Wyniki
| Gospodarz \ Gość   | DAL | FH  | ÍR  | KA  | SIN | SKA | TIN | VAL | VÍK | ÞRÓ |
| ------------------ | --- | --- | --- | --- | --- | --- | --- | --- | --- | --- |
| Dalvík             |     | 1–2 | 2–1 | 2–4 | 0–1 | 6–3 | 1–0 | 1–4 | 2–5 | 1–1 |
| FH                 | 1–3 |     | 2–1 | 3–0 | 2–1 | 6–0 | 2–0 | 1–1 | 2–2 | 1–1 |
| ÍR Reykjavík       | 2–1 | 0–7 |     | 2–1 | 0–0 | 3–1 | 1–4 | 2–3 | 1–1 | 1–2 |
| KA                 | 2–1 | 1–2 | 3–0 |     | 1–1 | 4–1 | 1–1 | 3–2 | 2–1 | 1–1 |
| Sindri             | 0–4 | 0–0 | 2–2 | 1–1 |     | 0–1 | 1–1 | 0–1 | 1–0 | 1–3 |
| Skallagrímur       | 1–3 | 1–7 | 1–3 | 0–5 | 1–3 |     | 1–5 | 0–2 | 1–4 | 2–0 |
| Tindastóll         | 4–0 | 0–2 | 0–1 | 2–4 | 2–1 | 3–4 |     | 0–3 | 1–2 | 2–0 |
| Valur              | 3–3 | 0–2 | 3–1 | 2–0 | 0–0 | 5–0 | 5–0 |     | 2–3 | 4–0 |
| Víkingur Reykjavík | 3–1 | 0–3 | 2–6 | 0–3 | 0–0 | 7–0 | 2–3 | 2–1 |     | 4–2 |
| Þróttur Reykjavík  | 5–0 | 1–2 | 0–4 | 1–2 | 1–1 | 1–0 | 2–1 | 2–2 | 1–2 |     |

## Najlepsi strzelcy
| Bramki | Strzelcy                     | Drużyna            |
| ------ | ---------------------------- | ------------------ |
| 20     | Hörður Magnússon             | FH                 |
| 19     | Sumarliði Árnason            | Víkingur Reykjavík |
| 12     | Atli Viðar Björnsson         | Dalvík             |
| 12     | Jóhann Hreiðarsson           | Dalvík             |
| 11     | Þorvaldur Makan Sigbjörnsson | KA                 |
| 10     | Arnór Guðjohnsen             | Valur              |
| 10     | Pétur Björn Jónsson          | KA                 |

Źródło: 